# Arthur Masuaku
Fuka-Arthur Masuaku Kawela, mer känd som endast Arthur Masuaku, född 7 november 1993, är en fransk-kongolesisk fotbollsspelare som spelar för Beşiktaş.

## Karriär
Den 8 augusti 2016 värvades Masuaku av West Ham United, där han skrev på ett fyraårskontrakt. Masuaku debuterade i Premier League den 15 augusti 2016 i en 2–1-förlust mot Chelsea.
Den 2 augusti 2022 lånades Masuaku ut till turkiska Beşiktaş på ett säsongslån. Han blev därefter klar för en permanent övergång till Beşiktaş och skrev på ett tvåårskontrakt med option på ytterligare ett år.